# Acinopterus centralis
Acinopterus centralis är en insektsart som beskrevs av Freytag 1993. Acinopterus centralis ingår i släktet Acinopterus och familjen dvärgstritar. Inga underarter finns listade i Catalogue of Life.